# Стаффорд (округ, Вірджинія)
Шаблон:StateAbbr_ 38°25′ пн. ш. 77°27′ зх. д. / 38.41° пн. ш. 77.45° зх. д.
Округ  Стаффорд (англ. Stafford County) — округ (графство) у штаті  Вірджинія, США. Ідентифікатор округу 51179.

## Демографія
За даними перепису 2000 року загальне населення округу становило 92446 осіб, зокрема міського населення було 68289, а сільського — 24157. Серед мешканців округу чоловіків було 46486, а жінок — 45960. В окрузі було 30187 домогосподарств, 24493 родин, які мешкали в 31405 будинках. Середній розмір родини становив 3,32.
Віковий розподіл населення поданий у таблиці:
| Стать    | До 15 років | 15-21 | 22-29 | 30-39 | 40-49 | 50-65 | 65-85 | Понад 85 |
| -------- | ----------- | ----- | ----- | ----- | ----- | ----- | ----- | -------- |
| Чоловіки | 12477       | 4582  | 4601  | 8071  | 8028  | 6356  | 2229  | 142      |
| Жінки    | 11886       | 4254  | 4105  | 8694  | 7918  | 6000  | 2697  | 406      |

## Суміжні округи
- Принс-Вільям — північ
- Чарлз, Меріленд — схід
- Кінг-Джордж — південний схід
- Керолайн — південь
- Фредеріксбург — південний захід
- Спотсильванія — південний захід
- Калпепер — захід
- Фокір — північний захід

## Виноски
1. ↑  U.S. Decennial Census. United States Census Bureau. Архів оригіналу за 12 травня 2015. Процитовано 5 січня 2014.
2. ↑  Historical Census Browser. University of Virginia Library. Архів оригіналу за 11 серпня 2012. Процитовано 5 січня 2014.
3. ↑  Population of Counties by Decennial Census: 1900 to 1990. United States Census Bureau. Архів оригіналу за 15 грудня 2013. Процитовано 5 січня 2014.
4. ↑  Census 2000 PHC-T-4. Ranking Tables for Counties: 1990 and 2000 (PDF). United States Census Bureau. Архів оригіналу (PDF) за 18 грудня 2014. Процитовано 5 січня 2014.
5. ↑  American FactFinder. Бюро перепису населення США. Архів оригіналу за 26 лютого 2012. Процитовано 31 січня 2008. [Архівовано 2008-05-21 у Wayback Machine.]

| США | Це незавершена стаття з географії США. Ви можете допомогти проєкту, виправивши або дописавши її. |